# Serraca conferenda
Serraca conferenda là một loài bướm đêm trong họ Geometridae.